# Carolina Rodríguez Robles
Carolina Rodríguez Robles (1998) es una deportista mexicana que compite en triatlón. Ganó una medalla de bronce en el Campeonato Panamericano de Triatlón de 2016 en la prueba de relevo mixto.

## Palmarés internacional
| Campeonato Panamericano | Campeonato Panamericano   | Campeonato Panamericano | Campeonato Panamericano |
| Año                     | Lugar                     | Medalla                 | Prueba                  |
| ----------------------- | ------------------------- | ----------------------- | ----------------------- |
| 2016                    | Sarasota (Estados Unidos) | Medalla de bronce       | Relevo mixto            |